# Physcomitrium spathulatum
Physcomitrium spathulatum är en bladmossart som beskrevs av C. Müller 1845. Physcomitrium spathulatum ingår i släktet huvmossor, och familjen Funariaceae. Inga underarter finns listade i Catalogue of Life.